# Exclaves polynésiennes
Les exclaves polynésiennes sont des îles et atolls dont les habitants appartiennent culturellement au monde polynésien mais qui sont situées selon la géographie traditionnelle en Mélanésie et en Micronésie, la géographie moderne se fondant désormais davantage sur les concepts d'Océanie proche et d'Océanie éloignée. Sur la base d'études linguistiques et archéologiques, on suppose que la plupart de ces îles ont été peuplées par des navigateurs polynésiens provenant principalement des Tonga, des Samoa et des Tuvalu. 

## Géographie

Carte des exclaves polynésiennes.

Les dix-huit exclaves polynésiennes répertoriées sont dispersées dans cinq États et territoires du Pacifique. Ces langues polynésiennes peuvent n'être parlées que dans une partie de l'île considérée, côtoyant alors des langues austronésiennes plus anciennement implantées sur place.
Dans les États fédérés de Micronésie
- Kapingamarangi
- Nukuoro

En Papouasie-Nouvelle-Guinée
- Nuguria
- Nukumanu
- Takuu

Dans les Îles Salomon
- Anuta
- Bellona
- Ontong Java
- îles Santa Cruz dont
  - îles Duff (ou Taumako)
  - îles Reef (incluant Pileni)
- Rennell
- Sikaiana
- Tikopia

Au Vanuatu
- Aniwa
- Emae
- Mele-fila
- Futuna

En Nouvelle-Calédonie (France)
- Ouvéa (le Fagauvea - les autres langues de l'île sont « mélanésiennes »).

## Linguistique
Les habitants des isolats polynésiens de Micronésie, de Papouasie-Nouvelle-Guinée et du nord des îles Salomon parlent kapingamarangi, nukuoro, takuu, nukuria, nukumanu, luangiua et sikaiana : des langues ellicéenes, alors que ceux vivant dans les îles Salomon, au Vanuatu et en Nouvelle-Calédonie parlent des langues de type futunien. Dans certaines des îles concernées, la population parle aussi des langues micronésiennes ou « mélanésiennes ».

## Génétique
Une étude de 1983 analysant l'ADN de 2 400 personnes dans les îles Salomon a montré des marqueurs différenciant clairement les exclaves polynésiennes des autres îles. Sur les quatre îles polynésiennes étudiées, Anuta avait la population la plus distincte génétiquement, suivie de Rennell, de Bellona puis de Tikopia, l'influence mélanésienne étant plus marquée dans cette dernière.